# Elecciones federales de Canadá de 1968
Las elecciones federales canadienses de 1968 se llevaron a cabo el 25 de junio de 1968 para elegir a los miembros de la Cámara de los Comunes de Canadá del 28º Parlamento de Canadá. El Partido Liberal ganó un gobierno mayoritario bajo su nuevo líder, el primer ministro Pierre Trudeau.
Esta fue la última elección federal en la que algunas provincias (específicamente Manitoba, Nueva Escocia, Quebec y Saskatchewan) tuvieron menos escaños que se les habían asignado en la elección anterior debido a una redistribución. El censo de 1966, por ejemplo, reveló que Alberta tenía una población aproximadamente un 50% mayor que la de Saskatchewan, aunque ambas provincias tenían el mismo número de escaños en ese momento (17). Saskatchewan fue la única provincia que perdió varios escaños en la redistribución (4). También fue la única elección en la historia de Canadá en la que se disputaron menos escaños en comparación con la votación anterior (264 en lugar de 265). Los cambios a la Constitución promulgados desde entonces han hecho que la perspectiva de reducciones similares sea mucho menos probable.

## Campaña
El primer ministro Lester B. Pearson había anunciado en diciembre de 1967 que se retiraría a principios del año siguiente, convocando una nueva elección de liderazgo para el mes de abril siguiente para decidir un sucesor. En febrero de 1968, sin embargo, el gobierno de Pearson estuvo a punto de caer antes de que se pudieran llevar a cabo las elecciones de liderazgo, cuando fue derrotado inesperadamente por una ley de impuestos. La convención dictaba que Pearson se habría visto obligado a renunciar y convocar elecciones si el gobierno hubiera sido derrotado por un proyecto de ley de presupuesto completo, pero después de recibir asesoramiento legal, el gobernador general Roland Michener decretó que solo pediría la renuncia de Pearson si pasaba una moción explícita de no confianza en su gobierno. En última instancia, el Nuevo Partido Democrático y el Ralliement créditiste no estaban dispuestos a derrocar al gobierno por el tema, e incluso si lo hubieran hecho, Pearson habría tenido derecho a aconsejar a Michener que no celebrara elecciones hasta después de que se hubiera elegido al nuevo líder liberal. Pero el incidente dejó en claro que el sucesor de Pearson no podía esperar esperar hasta la próxima fecha de las elecciones generales estatutarias de noviembre de 1970 y, con toda probabilidad, se vería obligado a convocar elecciones mucho antes.
Pierre Trudeau, que era relativamente desconocido hasta que Pearson lo nombró al gabinete, obtuvo una victoria sorpresa sobre Paul Martin Sr., Paul Hellyer y Robert Winters en las elecciones de liderazgo del partido en abril, y como se había esperado ampliamente, llamó a un elección inmediata. El carismático, intelectual, guapo, soltero y completamente bilingüe Trudeau pronto capturó los corazones y las mentes de la nación, y el período previo a las elecciones vio sentimientos tan intensos por él que fue apodado "Trudeaumania". En las apariciones públicas, se enfrentó a chicas gritando, algo nunca antes visto en la política canadiense.
La campaña liberal estuvo dominada por la personalidad de Trudeau. Los anuncios de la campaña liberal mostraban imágenes de Trudeau invitando a los canadienses a "Venir a trabajar conmigo" y los animaba a "Votar por un nuevo liderazgo para todo Canadá". La esencia de la campaña se basó en la creación de una "sociedad justa", con una propuesta de expansión de los programas sociales.
La principal oposición a los liberales fue el Partido Conservador Progresista dirigido por Robert Stanfield. El partido todavía estaba resentido por las desagradables luchas internas que habían llevado al derrocamiento del líder John Diefenbaker. Los PC también tuvieron problemas con su política sobre Quebec: los Tories, con la esperanza de contrastar con el rígidamente federalista Trudeau, y abrazaron la idea de dos naciones, lo que significa que sus políticas se basarían en la idea de que Canadá era un país que albergaba a dos naciones. Franco-canadienses y canadienses de habla inglesa. Cuando los candidatos conservadores comenzaron a renunciar a esta política, el partido se vio obligado a dar marcha atrás y, al final de la campaña, publicó anuncios firmados por Stanfield que decían que el Partido PC representaba "Un país, un Canadá". Trudeau tuvo más éxito en este punto, promoviendo su visión de un Canadá integral e indivisible. Los conservadores también se vieron perjudicados por la redistribución de escaños antes mencionada, que redujo desproporcionadamente la representación en sus bastiones tradicionales.
A la izquierda, el ex primer ministro de Saskatchewan, Tommy Douglas, dirigió el Nuevo Partido Demócrata, pero una vez más no logró el avance electoral que se esperaba cuando se fundó el partido en 1960. Douglas obtuvo una medida de satisfacción personal: la expulsión de Diefenbaker había dañado gravemente la marca de PC en Saskatchewan y desempeñó un papel importante al permitir que el NDP superara una década de inutilidad a nivel federal en Saskatchewan para ganar una pluralidad de escaños allí. Sin embargo, estas ganancias se compensaron con pérdidas en otras partes del país. Bajo el lema, "Usted gana con el NDP", Douglas hizo campaña por viviendas asequibles, pensiones de vejez más altas, precios más bajos de medicamentos recetados y un costo de vida reducido. Sin embargo, el NDP tuvo dificultades para enfrentarse a Trudeau, de tendencia izquierdista, que era él mismo un antiguo partidario del NDP. Douglas dimitiría como líder en 1971, pero sigue siendo un icono poderoso para los nuevos demócratas.
Esta fue la primera elección federal canadiense en celebrar un debate de líderes, el 9 de junio de 1968. El debate incluyó a Trudeau, Stanfield, Douglas y, en la última parte, Réal Caouette, con Caouette hablando francés y Trudeau alternando los idiomas. El asesinato de Robert F. Kennedy tres días antes ensombreció el proceso, y el formato forzado se consideró en general aburrido y poco concluyente.

## Resultados
Los resultados de las elecciones se sellaron cuando, la noche antes de las elecciones, estalló un motín en el desfile del Día de San Juan Bautista en Montreal. Protestando por la asistencia del primer ministro al desfile, los partidarios de la independencia de Quebec gritaron Trudeau au poteau [Trudeau a la horca], y arrojaron botellas y piedras. Trudeau, cuya falta de servicio militar durante la Segunda Guerra Mundial había llevado a algunos a cuestionar su coraje, se mantuvo firme y no huyó de la violencia a pesar de los deseos de su escolta de seguridad. Las imágenes de Trudeau de pie junto a las botellas arrojadas por los alborotadores se transmitieron por todo el país, e inclinaron la elección aún más a favor de los liberales, ya que muchos canadienses de habla inglesa creían que él sería el líder adecuado para combatir la amenaza del separatismo de Quebec. .
El Partido del Crédito Social, habiendo perdido dos de los cinco escaños que obtuvo en las elecciones anteriores a través de deserciones (incluido el exlíder Robert N. Thompson, que se pasó a los Tories en marzo de 1967), perdió los tres escaños restantes. Por otro lado, el Ralliement des créditistes (Rally del Crédito Social), el ala quebequense del partido que se había escindido del partido anglo-canadiense, tuvo un gran éxito. Los créditistes eran una opción populista que atraía a los conservadores sociales y los nacionalistas quebequenses. Fueron especialmente fuertes en los distritos rurales y entre los votantes pobres. El líder del partido, Réal Caouette, hizo campaña contra la pobreza, la indiferencia del gobierno y "la grosse finance" (grandes finanzas). El movimiento de crédito social canadiense nunca volvería a ganar escaños en el Canadá inglés.
El Canadá atlántico se opuso a la tendencia nacional, con los conservadores logrando grandes avances en esa región y obteniendo pluralidades en las cuatro provincias atlánticas. En esa región, la marca conservadora se vio reforzada por el liderazgo del ex primer ministro de Nueva Escocia, Stanfield. Los votantes de Newfoundland, que estaban cada vez más cansados de su administración liberal bajo el primer ministro fundador Joey Smallwood, votaron por el PC por primera vez desde que ingresaron a la Confederación.